# Пяденицы пёстрые

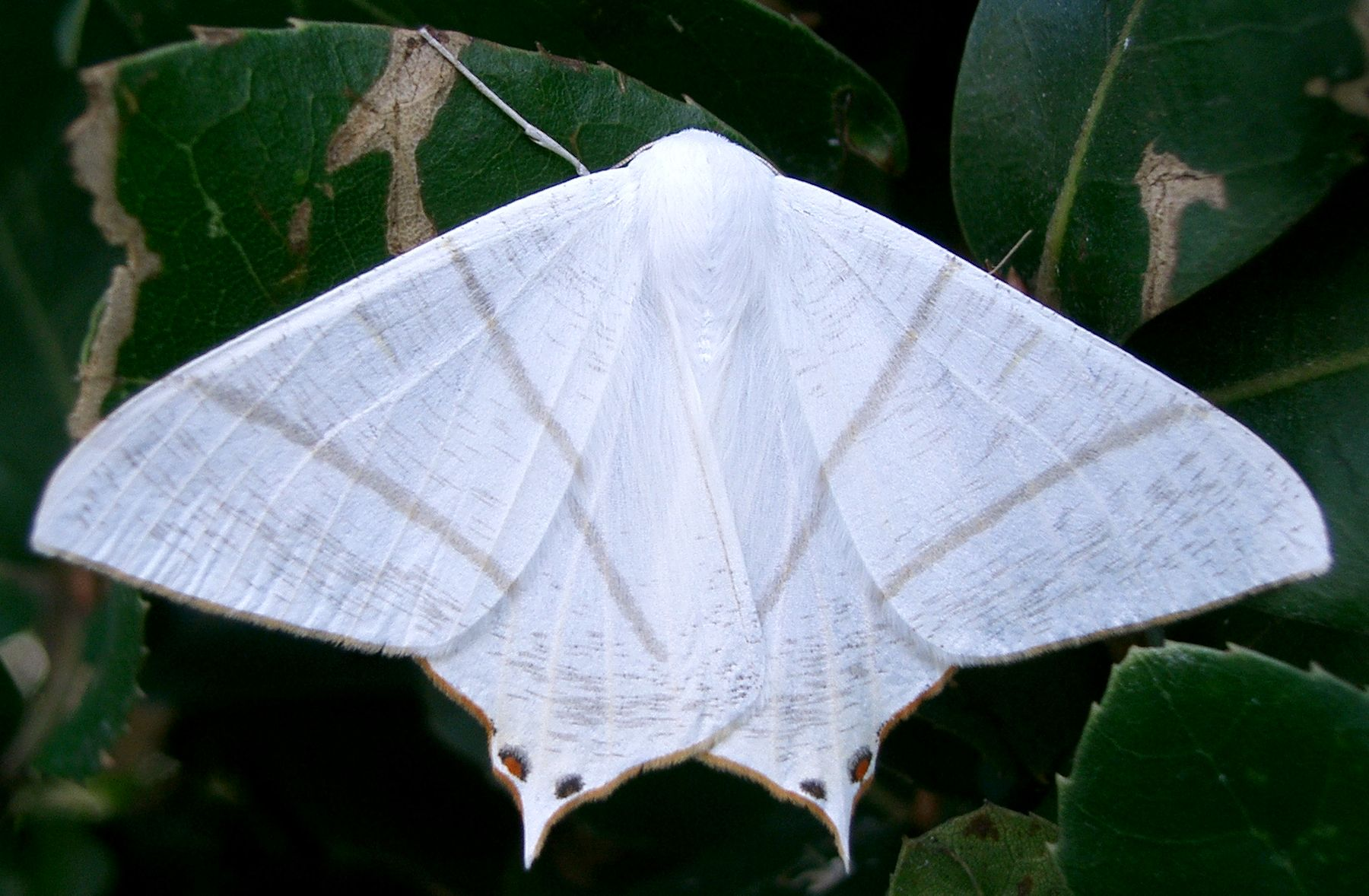
Ourapteryx sp.

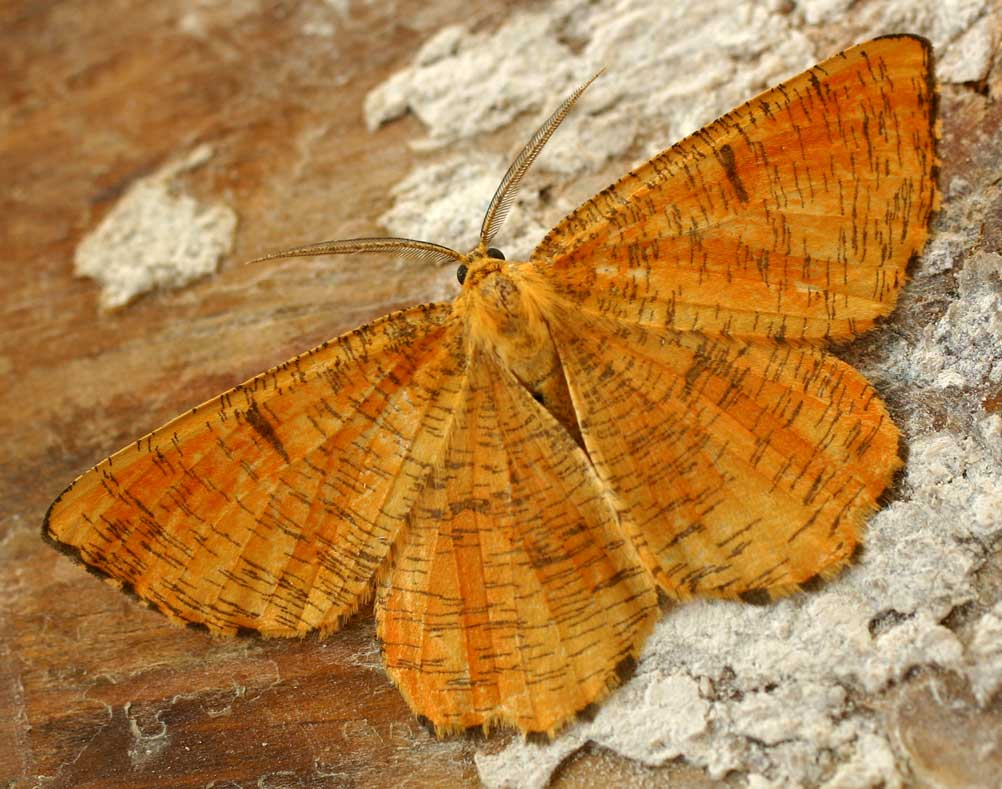
Angerona prunaria

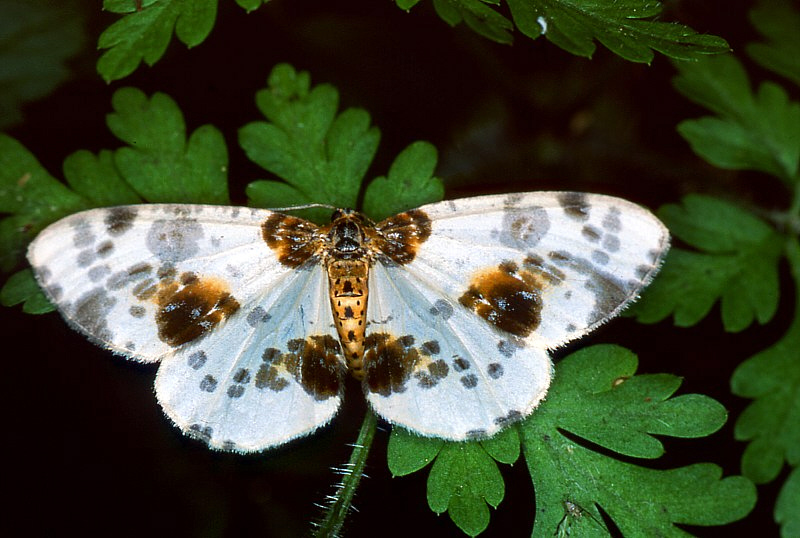
Abraxas sylvata

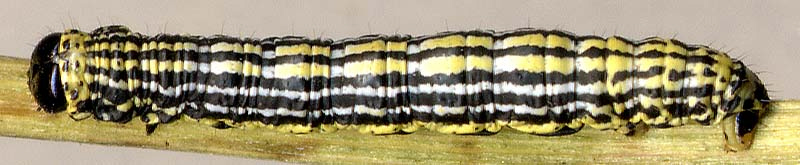
Гусеница Abraxas sylvata

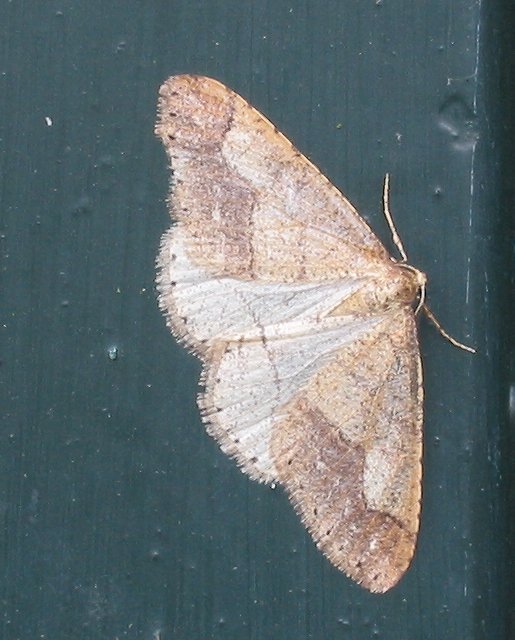
Agriopis marginaria

Пяденицы пёстрые (лат. Ennominae) — крупнейшее подсемейство бабочек из семейства пядениц (Geometridae). 9700 видов и 1100 родов. Древнейшие представители подсемейства обнаружены в балтийском янтаре.

## Описание
Средние или крупные пяденицы, как правило, тонкотелые. У самок усики простые, а у самцов — обычно двоякогребенчатые. Передние и задние крылья обычно окрашены одинаково. Яйцеклад обычно длинный, приспособлен к откладке яиц в расщелины коры. Гусеницы обладают типичным для пядениц набором брюшных ног. Исключение представляют некоторые австралийские и южноафриканские Ennominae, у которых имеется полный набор брюшных ног.
К подсемейству Ennominae относится такой вредитель ягодных и плодовых кустарников и деревьев, как пяденица крыжовниковая, или арлекин (Abraxas grossulariata).

## Систематика
Подсемейство подразделяется более чем на 30 триб. Статус некоторых триб оспаривается. Например, Boarmiini иногда расширяют в объёме и включают в неё таксоны Bistonini, Bupalini, Erannini, Gnophini, Melanolophini, Phaseliini и Theriini. Трибы Nacophorini и Campaeini объединяют с Lithinini, и все три включают в Ennomini. Группу, называемую Cassymini, включают в состав трибы Abraxini. Таксон Alsophilinae, обычно трактуемый как небольшое подсемейство, может рассматриваться как специализированная триба в составе Boarmiini.
- Abraxini
- Angeronini
- Apeirini
- Apochimini
- Azelinini
- Baptini
  - Lomographa
- Bistonini (оспаривается)
  - Пяденица берёзовая (Biston betularia)
- Boarmiini
  - Menophra
- Bupalini (оспаривается)
  - Bupalus
- Caberini

  - Cabera
- Campaeini (оспаривается)
  - Campaea
- Cheimopteni
- Colotoini
  - Colotois
- Cystidiini
- Desertobiini
- Ennomini
- Erannini (оспаривается)
  - Erannis
    - Пяденица-обдирало (Erannis defoliaria)
- Gnophini (Duponchel, 1845) (оспаривается)
  - Charissa
  - Gnophos
- Gonodontini (включая Odontoperini)
  - Aethiopodes (иногда в Odontopera)
  - Odontopera
- Lithinini (оспаривается)
- Macariini
- Melanolophiini (оспаривается)
- Nacophorini (оспаривается)
  - Declana
- Ourapterygini
- Phaseliini (оспаривается)
- Sphacelodini
- Theriini (оспаривается)
- Wilemanini

## Галерея

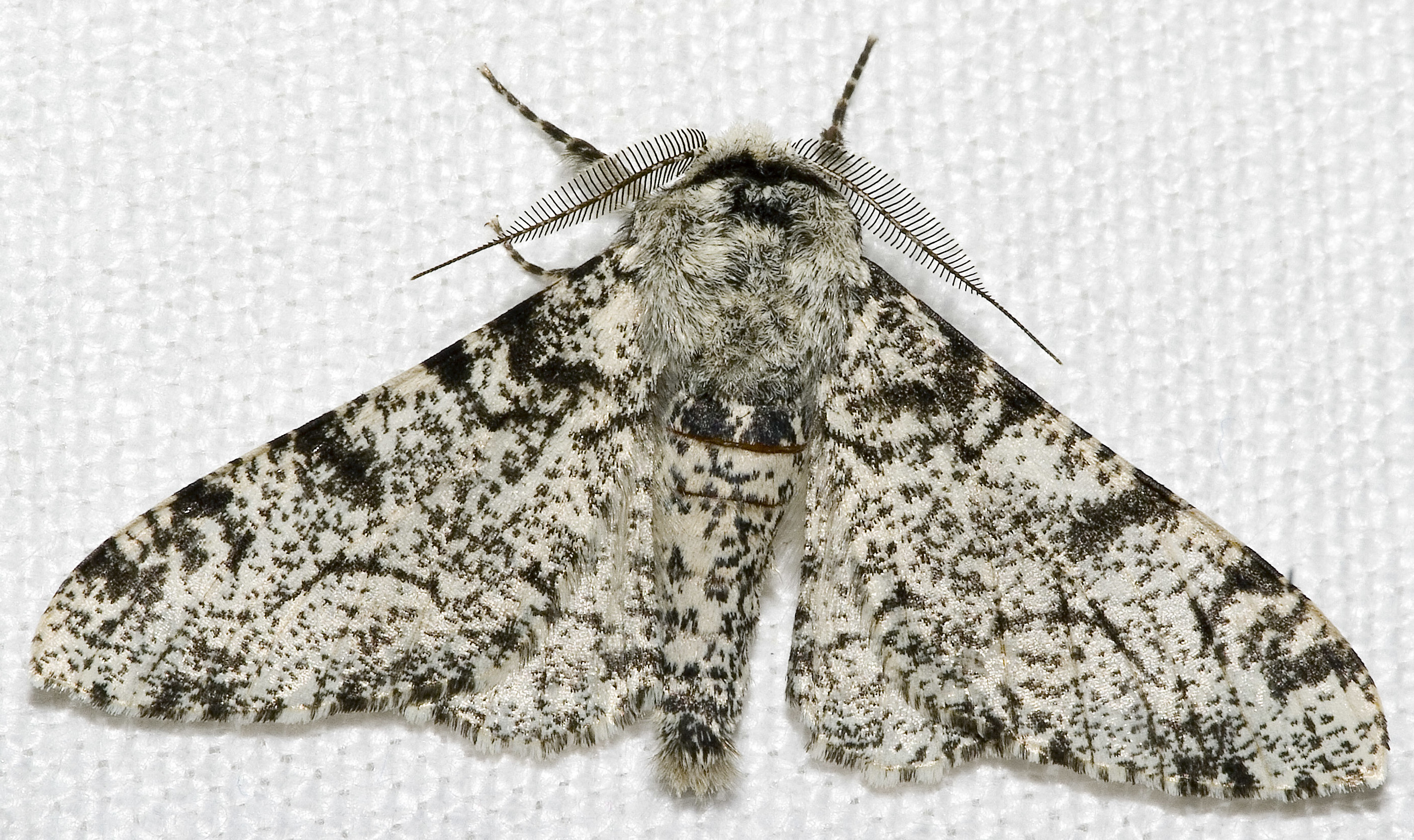
Пяденица берёзовая (Biston betularia)
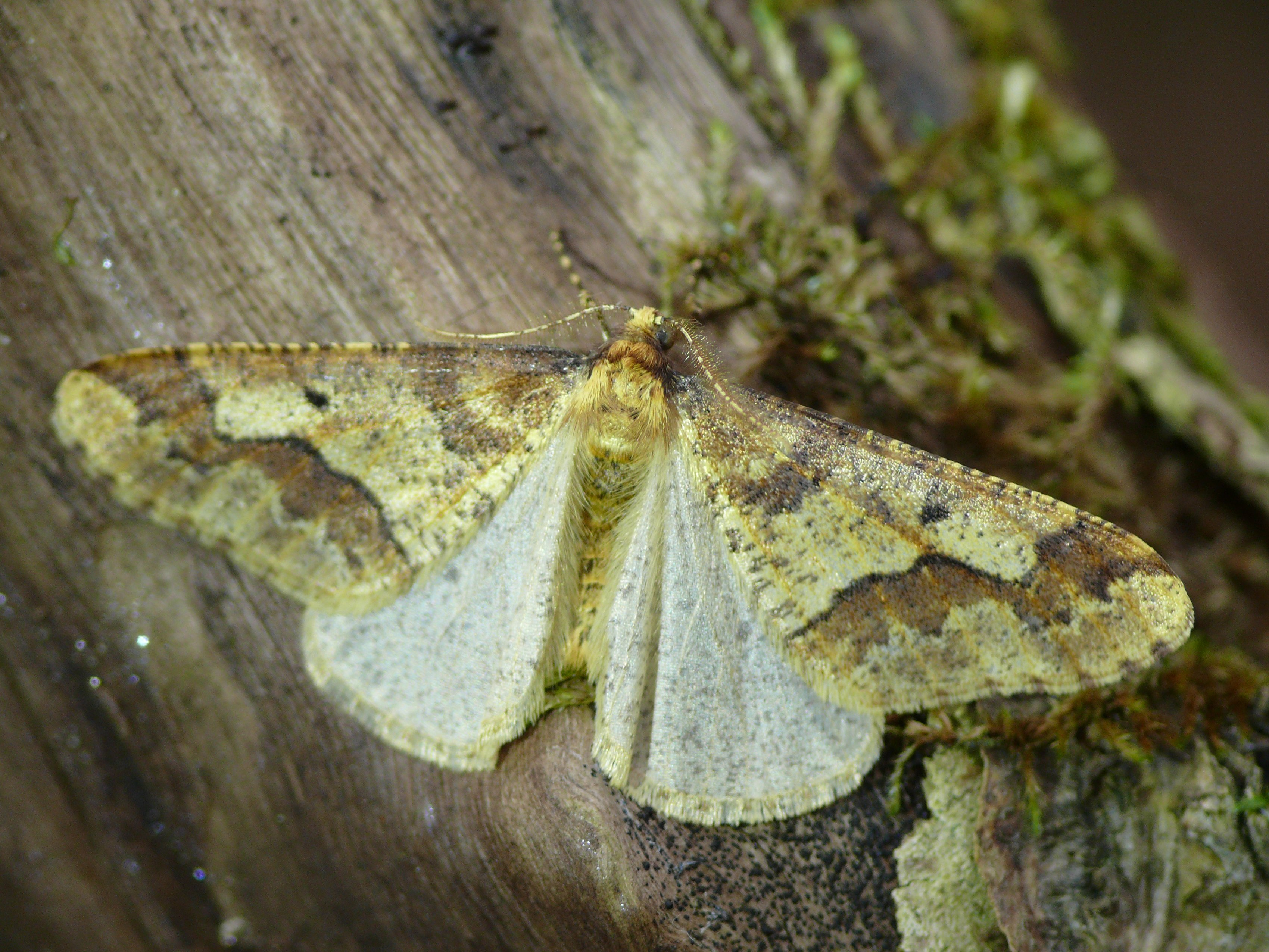
Пяденица-обдирало (Erannis defoliaria)
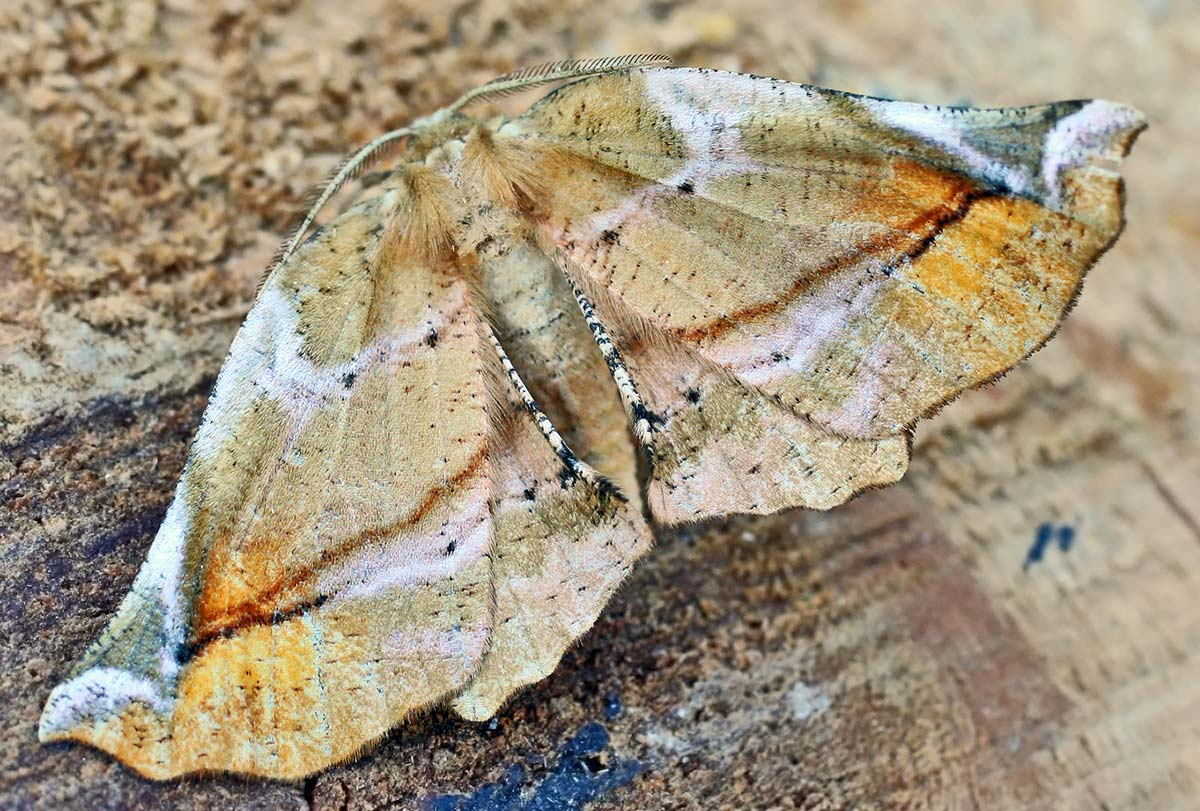
Apeira syringaria
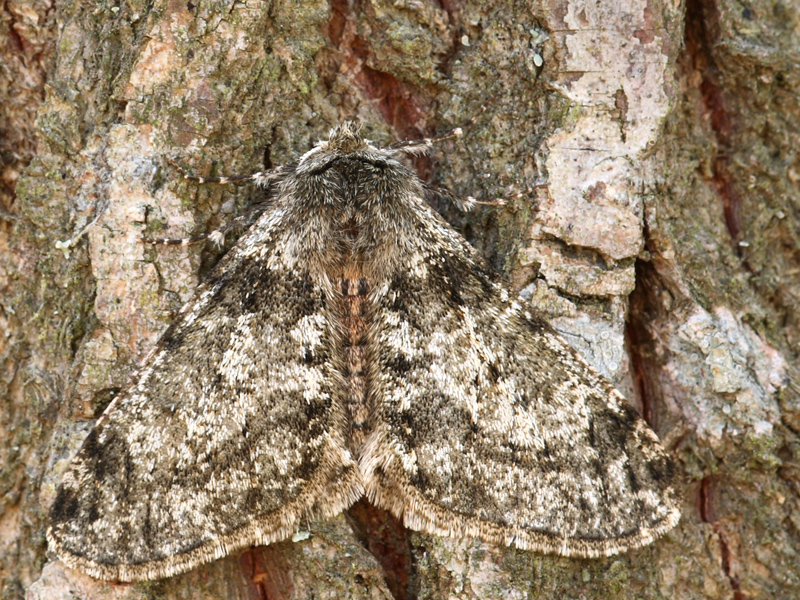
Phigalia pilosaria
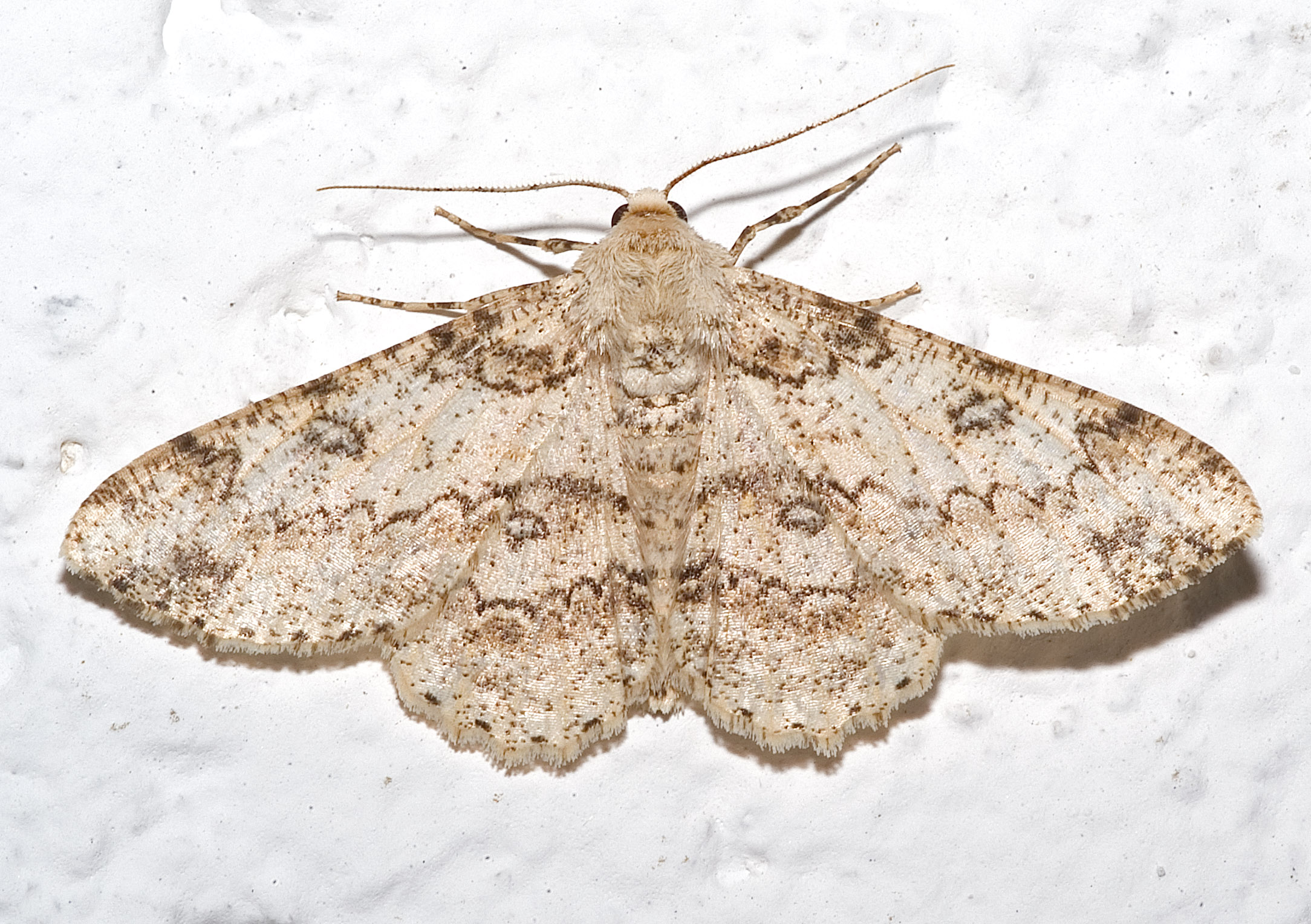
Ascotis selenaria
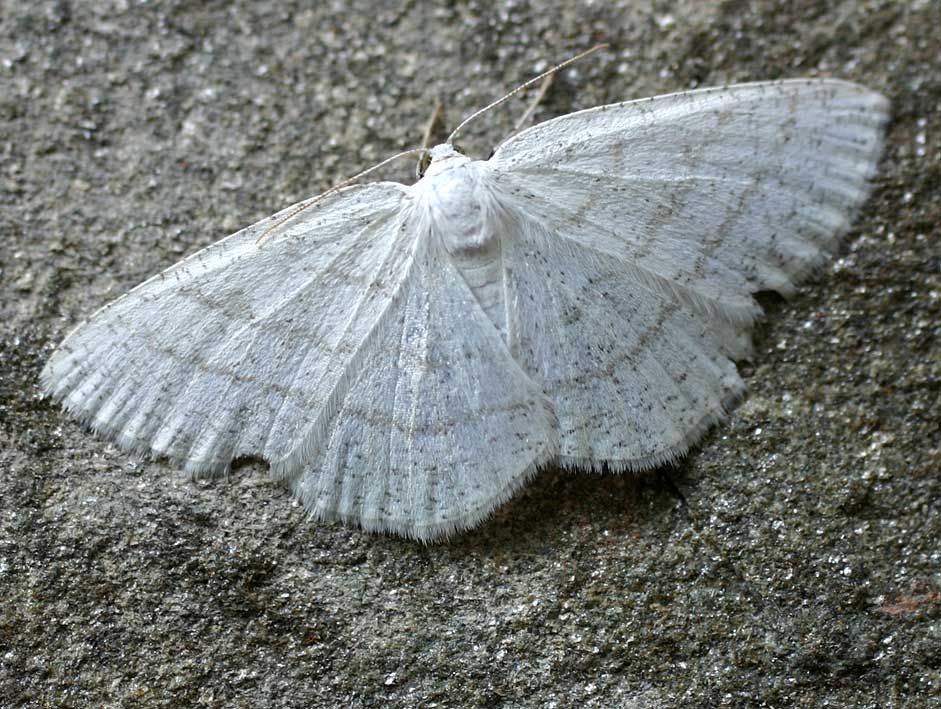
Cabera pusaria
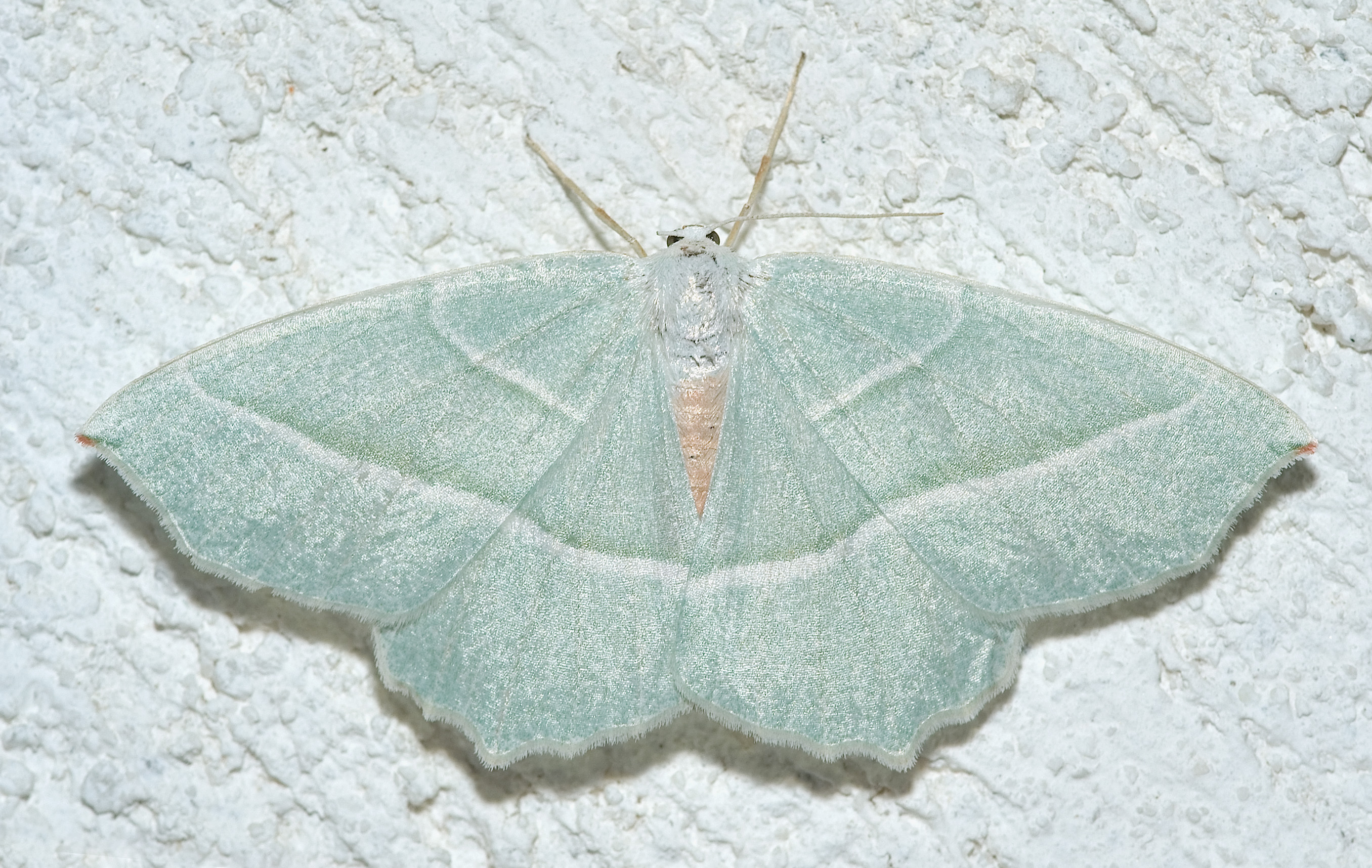
Campaea margaritaria
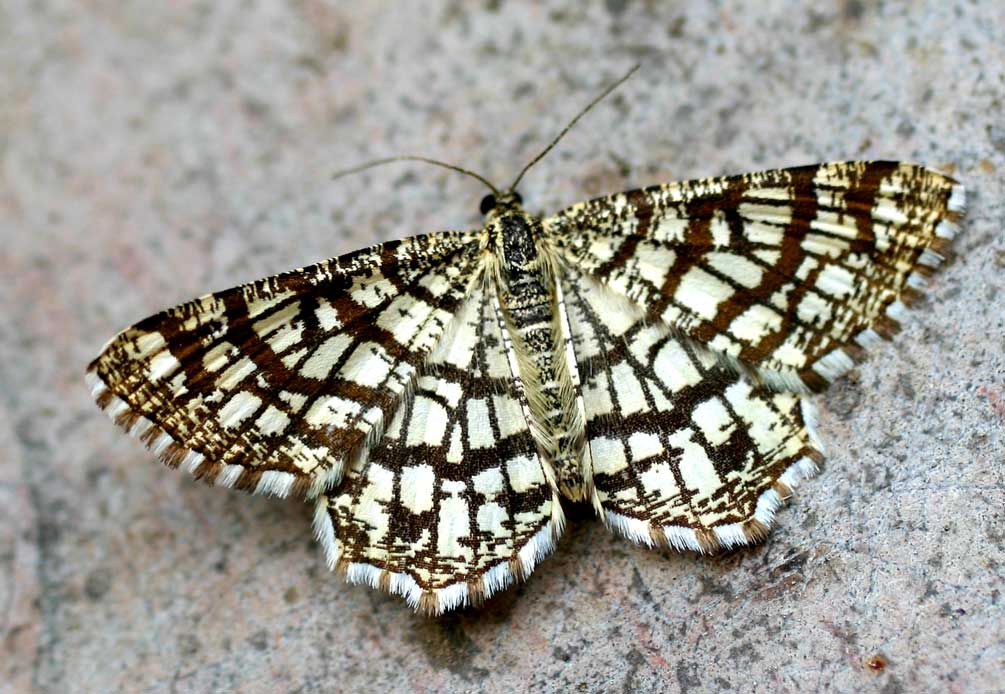
Chiasmia clathrata
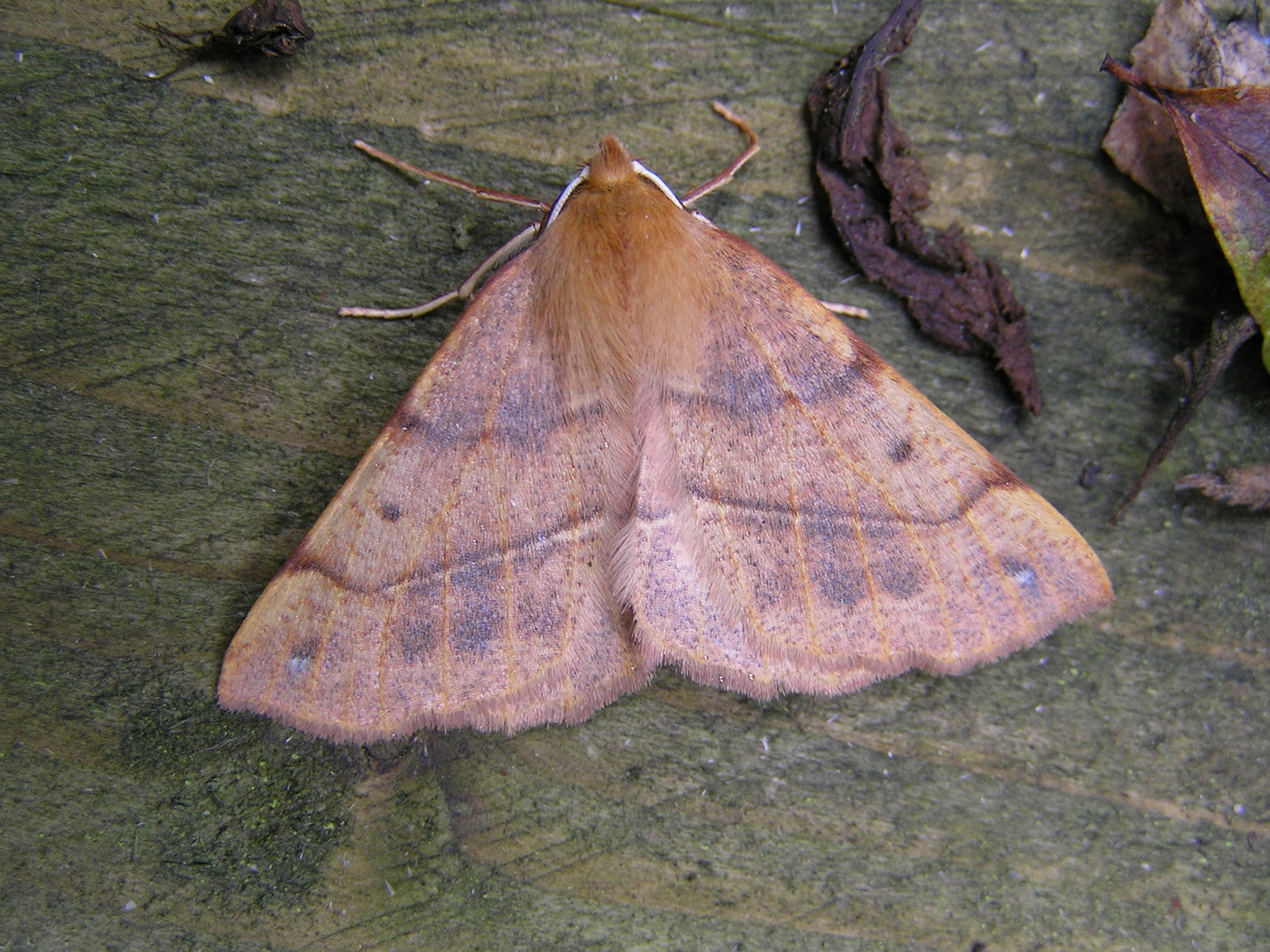
Colotois pennaria
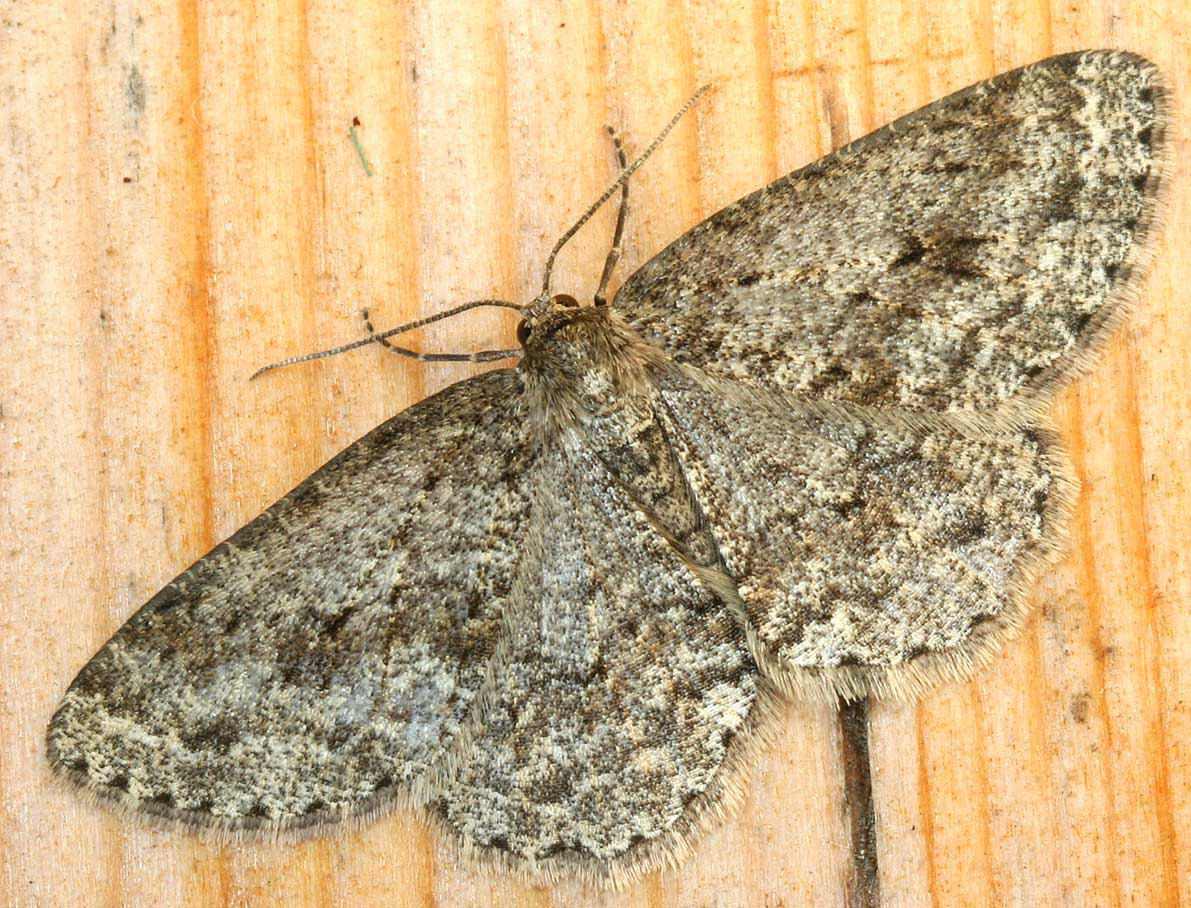
Ectropis crepuscularia
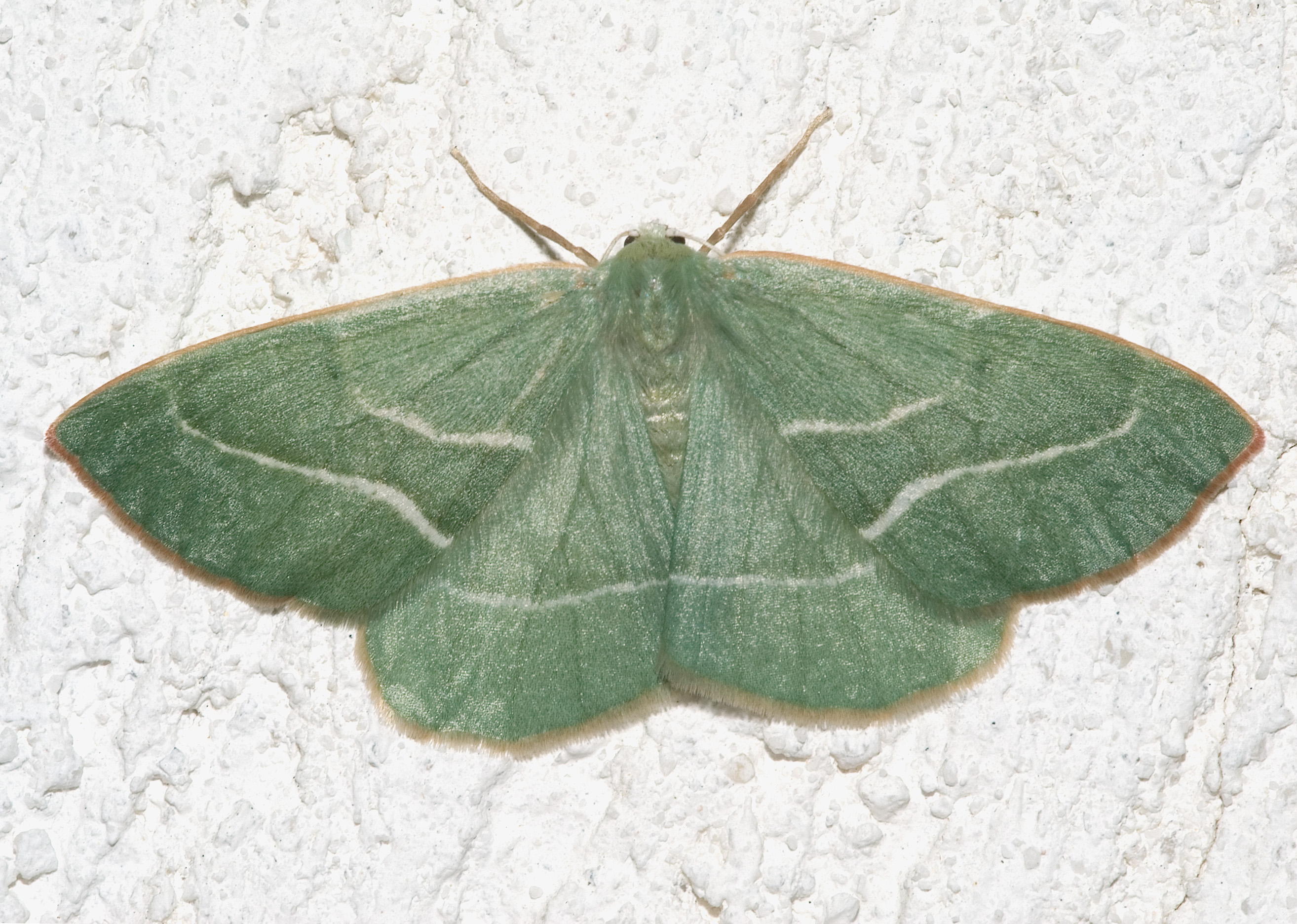
Hylaea fasciaria
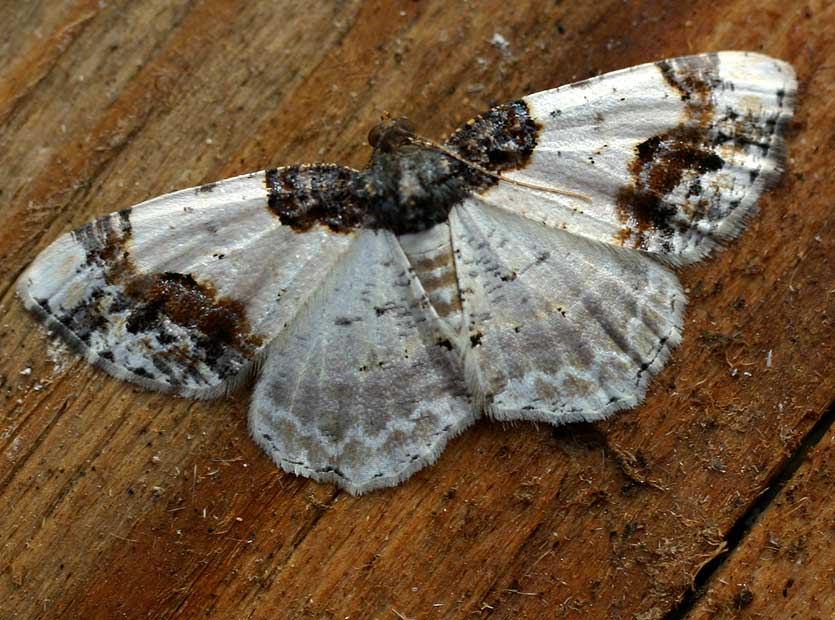
Ligdia adustata
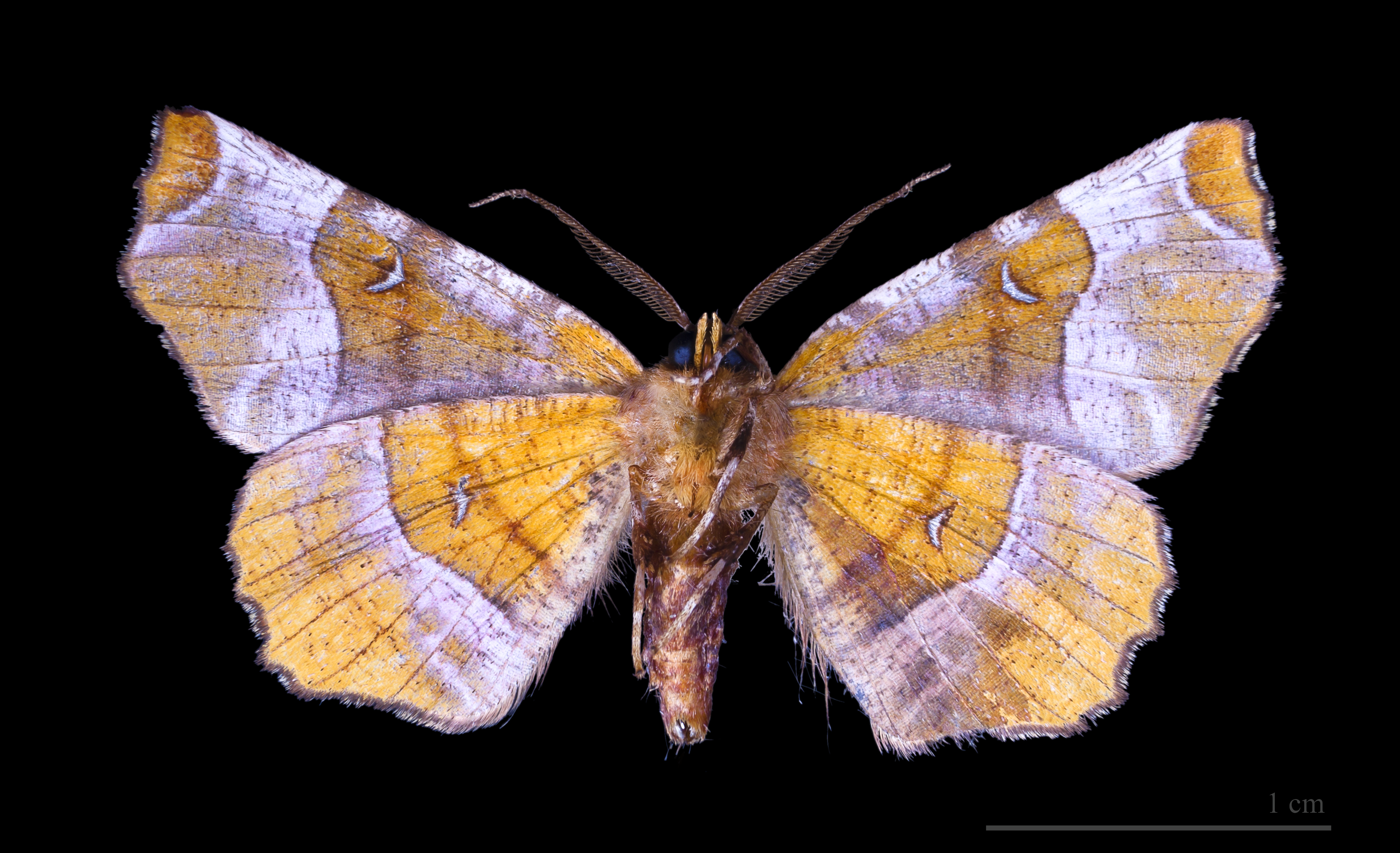
Ennomini - Selenia tetralunaria
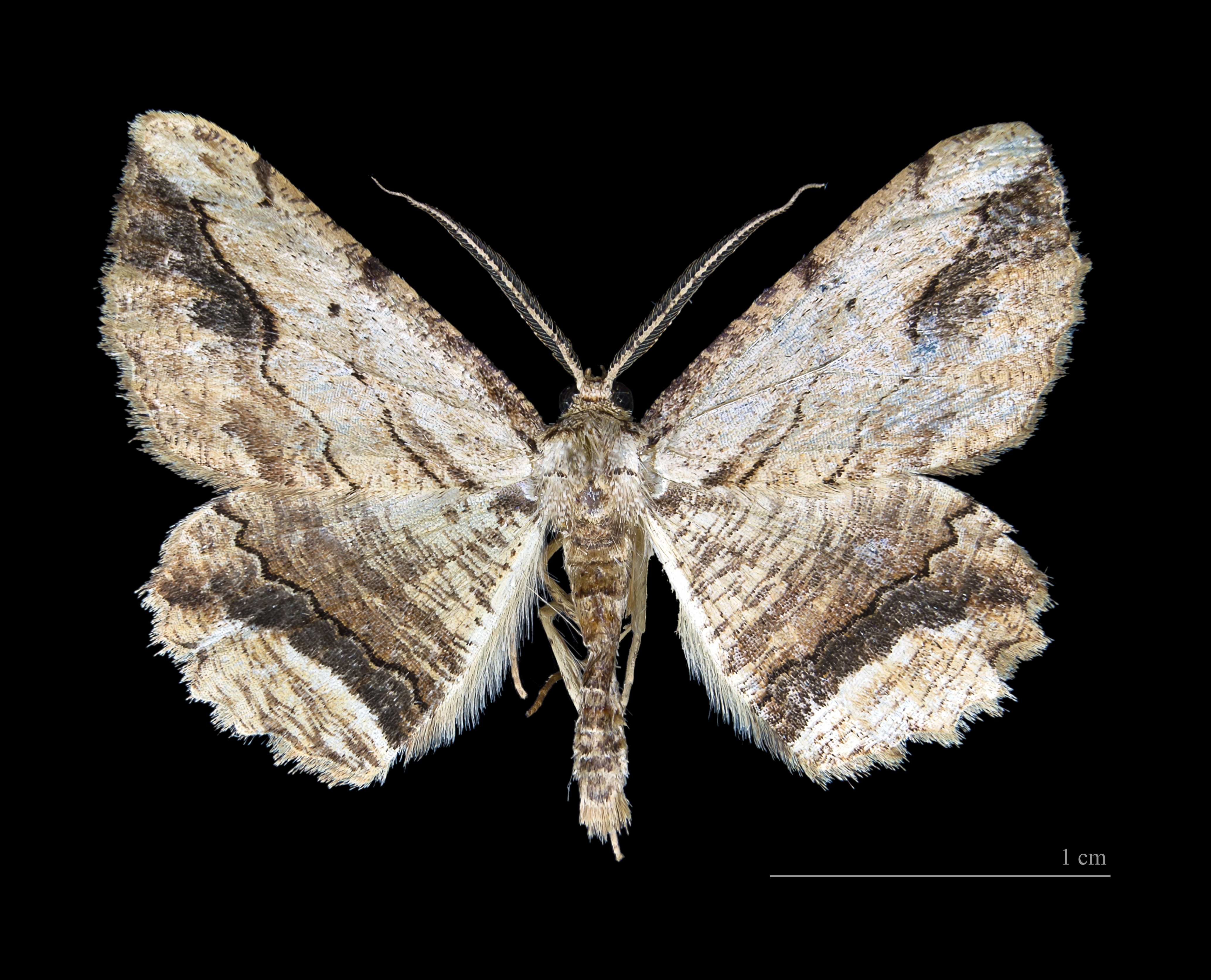
Boarmiini - Menophra abruptaria